# Petr Žádný
Petr Žádný (* 31. ledna 1950) je bývalý český fotbalista, útočník.

## Fotbalová kariéra
V československé lize hrál v sezóně 1972/73 za Spartu Praha. Nastoupil v 1 ligovém utkání. Gól v lize nedal. V nižší soutěži hrál i za TJ VCHZ Pardubice.

## Ligová bilance
| Ročník                                   | Zápasy | Góly | Klub              |
| ---------------------------------------- | ------ | ---- | ----------------- |
| 1. československá fotbalová liga 1972/73 | 1      | 0    | Sparta Praha      |
| 2. československá fotbalová liga 1974/75 | -      | -    | TJ VCHZ Pardubice |
| CELKEM 1. liga                           | 1      | 0    |                   |